# Operation, Administration and Maintenance
Operation, Administration and Maintenance oder OAM, übersetzt „Betrieb, Verwaltung und Wartung“, ist ein feststehender Begriff in öffentlichen Hochgeschwindigkeits-Datennetzen. Diese Datennetze transportieren nicht nur ihre Nutzlast, sondern auch standardisierte Managementinformationen, die diesen Funktionen dienen. Von der internationalen Standardisierungsorganisation ITU-T wurden solche Managementinformationen für das Netzwerkprotokoll ATM und für die PDH- und SDH-Verfahren festgelegt, die im Breitband-ISDN benutzt werden.
ATM ist ein Netzwerkprotokoll, das über PDH- oder SDH-Verbindungen transportiert wird. Es sind fünf Ebenen definiert, deren untere drei Ebenen F1, F2 und F3 sich auf die physikalische Schicht (Funksignale, leitergebundene elektrische Signale oder optische Signale) und die Übertragungsschicht (siehe OSI-Schichtenmodell), deren obere zwei Ebenen F4 und F5 sich auf die ATM-Schicht beziehen.
- F1 bezeichnet die unterste Ebene zwischen Sender/Empfänger, wo keine Änderung der Daten stattfindet
- F2 beschreibt die Ebene zwischen zwei LT (Line Terminals)
- F3 bezeichnet die gesamte Übertragungsstrecke

In SDH- und auch in ATM-Technologie gibt es „Pfade“ (path) und „Kanäle“ (channel), wobei jeder Pfad eine ganze Anzahl von Kanälen enthalten kann. Weil Pfade und Kanäle keine echten Leitungen sind, sondern jeweils nur einen reservierten Bruchteil der Bandbreite einer Leitung darstellen, nennt man sie virtuell.
- F4 stellt die Virtual-Path (VP) Ebene dar
- F5 stellt die Virtual-Channel (VC) Ebene dar

Sowohl in SDH- als auch in ATM-Technologie sind Pfade und Kanäle definiert, in PDH-Technologie nicht. ATM kann sowohl über PDH- als auch über SDH-Strecken übertragen werden. Wird ATM über SDH übertragen, so gibt es auch die Ebenen F4 und F5 zweifach, nämlich für beide.

## OAM auf ATM Ebene
Folgende Funktionen sind auf der ATM-Schicht (F4 und F5) definiert.
- Fault Management – AIS (Alarmindikationssignal) und RDI (Remote Defect Indication) dienen der Benachrichtigung anderer Netzknoten über Fehler, beispielsweise Unterbrechung einer Leitung. CC (Continuity Check) dient der permanenten Überwachung einer Verbindung
- Performance Monitoring – Messung von Zellverlust
- Activation/Deactivation – Aktivierung und Deaktivierung von Performance Monitoring.

OAM-Funktionen können über die gesamte Strecke eines VCC (Virtual Channel Connection) oder VPC (Virtual Path Connection) ausgeführt werden (End-to-End), aber auch über eine Teilstrecke (Segment), indem Segmente definiert werden.
Zur Unterscheidung der OAM-Zellen von User-Zellen werden auf VP-Ebene die VCCs 3 und 4 verwendet, auf VC-Ebene die Werte 4 und 5 im PT-Feld des Zellheaders. Die Payload der OAM-Zellen enthält einen Kennzeichner der Funktion sowie funktionsspezifische Felder.